# Lhotsko (Liběšice)
Lhotsko je osada, část obce Liběšice v okrese Litoměřice. Nachází se asi 4,5 kilometru severně od Liběšic. Lhotsko leží v katastrálním území Srdov o výměře 6,36 km².

## Obyvatelstvo
Při sčítání lidu v roce 1921 zde žilo padesát obyvatel (z toho 31 mužů), z nichž byli dva Čechoslováci a 48 Němců. Všichni byli římskými katolíky. Podle sčítání lidu z roku 1930 měla vesnice 44 obyvatel: tři Čechoslováky a 41 Němců. Kromě tří evangelíků se hlásili k římskokatolické církvi.

## Pamětihodnosti
- Hradiště na vrchu Hradec
- Mauzoleum průmyslníka Josefa Schrolla[6]